# Малацьки
Малацьки (словац. Malacky, угор. Malacka, нім. Malatzka, Kirchlee, Kyrchle) — місто, центр округу Малацки, Братиславський край, Словаччина.

## Географія
Протікає Балажов потік.

## Населення
| Рік:            | 1994.  | 2004.   | 2014.   | 2024.   |
| --------------- | ------ | ------- | ------- | ------- |
| Кількість осіб: | 17 753 | 17 858  | 17 135  | 18 810  |
| Різниця:        |        | +0,59 % | -4,04 % | +9,77 % |

| Рік:            | 2023.  | 2024.   |
| --------------- | ------ | ------- |
| Кількість осіб: | 18 804 | 18 810  |
| Різниця:        |        | +0,03 % |

### Етнічний склад населення
- Словаки — 96,65 %
- Чехи — 1,58 %
- Угорці — 0,41 %
- Роми — 1,01 %
- Німці — 0,04 %

### Релігійний склад населення
- Римо-католики — 71,46 %
- Атеїсти — 21,15 %
- Протестанти — 1,40 %
- Греко-католики — 0,19 %
- Православні — 0,14 %

## Відомі особистості
- Штефан Люкс, словацький журналіст, письменник, актор єврейського походження, борець з антисемітизмом.
- Іштван Фрідріх, прем'єр-міністр Угорщини у 1919 році.
- Мартін Бенка, художник.
- Ладислав Піттнер, політик, державний та громадський діяч, міністр внутрішніх справ (1990—1992, 1994, 1998—2001), керівник Словацької інформаційної служби (2003—2006).